# Association pour la recherche scientifique en Afrique noire
Pour les articles homonymes, voir ARSAN.
L’Association pour la recherche scientifique en Afrique noire (ARSAN) est une association d'aide à la recherche créée en 1974 par la Société Commerciale de l'Ouest africain (SCOA). Elle vise à faciliter la recherche scientifique en Afrique noire, notamment par une coopération entre historiens et traditionnistes locaux.

## Histoire
L'association est créée en 1974 par la Société Commerciale de l'Ouest africain sous le nom de « Fondation SCOA pour la recherche scientifique en Afrique noire », à l'initiative du PDG du groupe SCOA, Georges Nestérenko, et de Guy Sabouret. Elle prend par la suite le nom d'Association pour la recherche scientifique en Afrique noire. L'association contribue à l'organisation de plusieurs programmes de recherche et colloques sur l'histoire et les cultures africaines. En 1975 et 1977 se tiennent à Bamako deux colloques internationaux au cours desquels des historiens et intellectuels européens et africains peuvent pour la première fois discuter avec des traditionnistes africains pour travailler ensemble sur l'histoire africaine avec l'aide des traditions orales locales, en se concentrant sur la région de la boucle du Niger. Les travaux effectués pendant et après ces colloques débouchent sur plusieurs publications, tant des actes que des ouvrages de synthèse.
La Société Commerciale de l'Ouest africain est dissoute en 1998.

## Principales publications de l'association
- 1975 : Actes du premier colloque international de Bamako, 27 janvier - 1er février 1975. Histoire et tradition orale: l'empire du Mali, Paris, Association pour la Recherche Scientifique en Afrique Noire.
- 1975 : Premier colloque international de Bamako, 27 janvier - 1er février 1975. Un récit de Wâ Kamissoko de Krina traduit par Youssouf Tata Cissé, Paris, Association pour la Recherche Scientifique en Afrique Noire.
- 1977 : Deuxième colloque international de Bamako, 13 février - 22 février 1976. L'empire du Mali: Un récit de Wa Kamissoko de Krina traduit par Youssouf Tata Cisse, Paris, Fondation SCOA pour la Recherche Scientifique en Afrique Noire.
- 1980 : Atlas historique de la Boucle du Niger. Synthèse des colloques de Bamako et Niamey 1975-1976-1977, Paris, Association pour la Recherche Scientifique en Afrique Noire.
- 1980 : Actes du troisième colloque international de l'association SCOA, Niamey, 30 novembre - 6 décembre 1977. Histoire et tradition orale: l'empire de Ghana, Paris, Association pour la Recherche Scientifique en Afrique Noire.
- 1984 : Actes du séminaire, premier séminaire international de l'Association SCOA, Niamey, 14-21 janvier 1981. Rapport du moyen Niger avec le Ghana ancien, Paris, Association pour la Recherche Scientifique en Afrique Noire.